# グリーゼ876c
グリーゼ876cは赤色矮星グリーゼ876の周囲を30.258日かけて公転している太陽系外惑星である。2000年に、グリーゼ876の軌道を公転する2つ目の惑星として発見された。

## 発見
発見時、グリーゼ876には既にグリーゼ876bという太陽系外惑星が見つかっていた。2000年、恒星の視線速度の詳しい分析によって、系の中に2つ目の惑星の存在が明らかとなり、グリーゼ876cと名付けられた。グリーゼ876cの軌道周期は、外側の惑星の軌道のちょうど半分であり、これは2番目の惑星の視線速度により、当初はグリーゼ876bより大きな軌道離心率を持つと解釈された。

## 軌道と質量

グリーゼ876の各惑星の軌道。内側から二つ目がグリーゼ876c

グリーゼ876cは、外側を公転するグリーゼ876b、グリーゼ876eと1:2:4の軌道共鳴の関係にある。これにより、惑星の間には強い重力相互作用が働き、そのため軌道の歳差に応じて、急速に軌道要素が変化する。軌道離心率は、太陽系のどの惑星よりも大きい。軌道長半径はわずか0.13天文単位で、水星と太陽の平均距離の3分の1程度である。それにも関わらず、グリーゼ876がもともと暗い恒星のため、この惑星は系のハビタブルゾーンの中に位置している。
グリーゼ876cを発見した視線速度法の限界から、惑星の質量は下限しか得られない。これは、測定質量は軌道傾斜角に依存し、その値は視線速度法では決定できないためである。しかしグリーゼ876のように共鳴系を持つ場合、惑星間の重力相互作用が真の質量を決定するために用いられる。この方法を用い、天文学的な観測と併せて考えると、軌道の配置が完全に決定でき、惑星の真の質量が0.71木星質量と明らかになった。

## 特徴
このような大きな質量から、グリーゼ876cは固体の表面を持たない木星型惑星であると考えられている。恒星への重力的な影響から間接的に検出されたため、半径、組成、温度等の特徴は未知である。組成は木星と類似しており、環境は化学平衡に達していると推測されており、この惑星の大気には雲がないと考えられている。
グリーゼ876cは系のハビタブルゾーンの最内側に位置している。木星型惑星の上での生命存在の可能性は分かっていないが、大きな衛星には生存可能な環境があり、生命が存在する可能性はあると考えられている。
ただし、仮想的な衛星と惑星と恒星との潮汐相互作用の結果、生命が存在するほどの質量の衛星は破壊される可能性が指摘されている。さらに、そのような衛星が最初の段階で形成されうるかどうかは分かっていない。